# Ricardo Montalbán
Ricardo Gonzalo Pedro Montalbán y Merino (Ciutat de Mèxic, 25 de novembre de 1920 − Los Angeles, Califòrnia, Estats Units, 14 de gener de 2009) va ser un actor i director mexicà.
Conegut pels seus papers de Sr. Roarke a la sèrie de TV Fantasy Island i de Khan Noonien Singh a Star Trek i Star Trek 2: La còlera del Khan.

## Biografia
Va néixer a Ciutat de Mèxic amb el nom de Ricardo Gonzalo Pedro Montalbán Merino, la seva família es va traslladar a Torreón, Coahuila, (on va créixer i va realitzar els seus estudis comercials a l'Escola Comercial Treviño, va tornar a la ciutat de Torreón per última vegada, quan la seva generació d'aquesta Escola va complir 50 anys d'haver-se graduat i com a membre més distingit o conegut d'aquesta generació, se li van retre diversos homenatges, dels quals hi ha els registres gràfics als diaris de la ciutat).
Fill dels immigrants espanyols Genaro Montalbán i Ricarda Merino, va tenir tres germans, Pedro, Carlos i Carmen. Es va casar el 1944 amb l'actriu Georgiana Young, amb la qual va tenir quatre fills: Mark, Víctor, Laura i Anita. Catòlic practicant, afirmava que la religió era la cosa més important en la seva vida. Montalbán també era conegut per les seves activitats filantròpiques. Va mantenir la seva nacionalitat mexicana per pròpia elecció, sense mai haver sol·licitat la ciutadania estatunidenca.

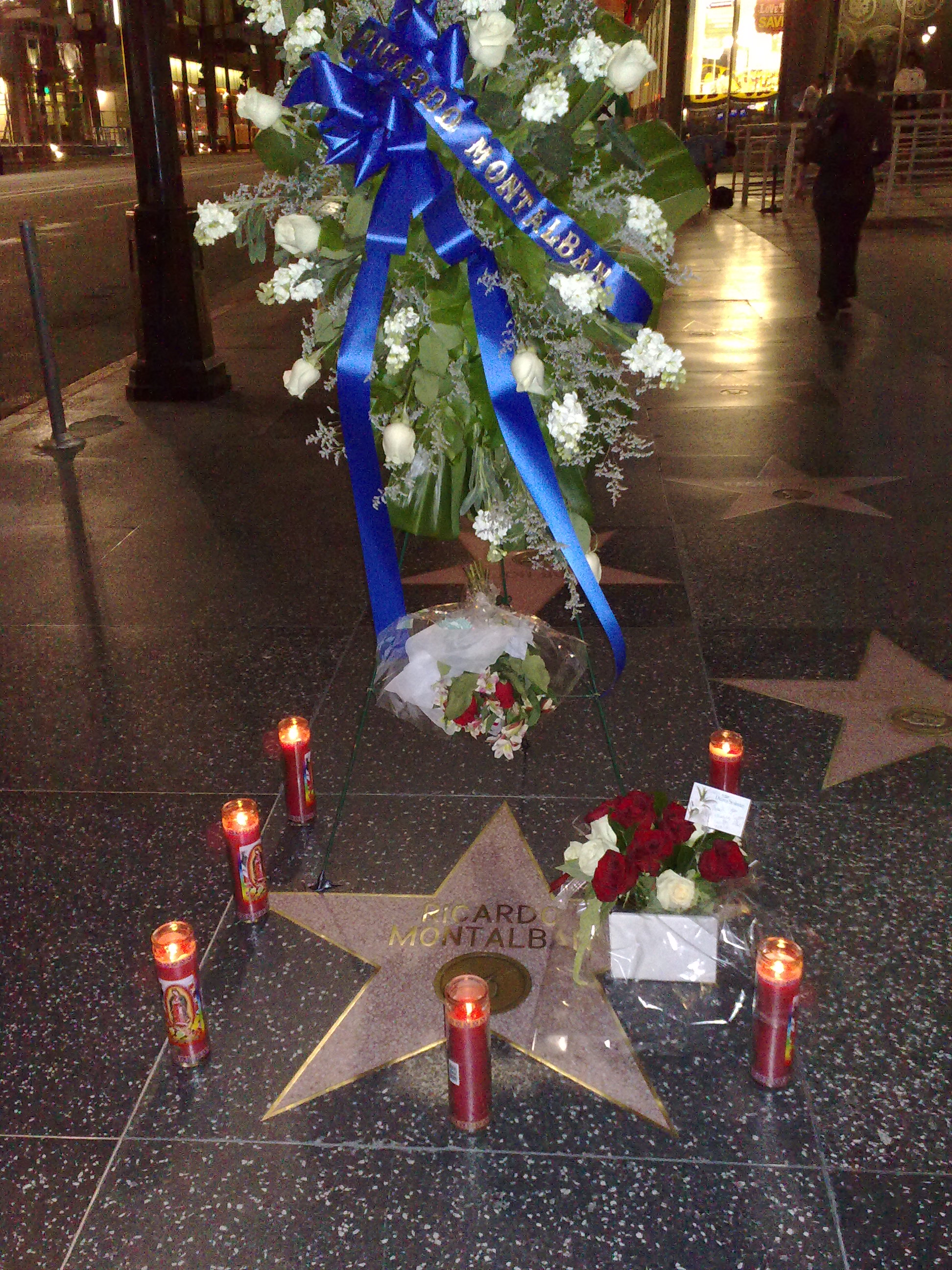
Estrella de Ricardo Montalbán en el Passeig de la Fama de Hollywood.

 Va començar la seva carrera a Mèxic en la dècada de 1940 i es va fer conegut als EUA el 1948; l'any anterior havia rodat la pel·lícula Fiesta. Entre 1957 i 1959 va actuar a Broadway en el musical Jamaica juntament amb Lena Horne. Per la seva actuació va ser nominat per al premi Tony com a millor actor en musicals.
En els anys de 1975-1986 va realitzar alguns clips comercials per a Chrysler entre els quals destaquen el Chrysler "Córdoba"(1975), la presentació de la línia Chrysler "E-CLASS"(1984) i Chrysler "New Yorker"(1984) (no se sap amb exactitud l'any de realització del comercial del New Yorker però es creu que va ser dirigida entre 1983 i 1985), igual que el comercial del Chrysler New Yorker, el 1984 va realitzar el comercial del Chrysler "LeBaron"(1984)y "LeBaron GTS"(1985).
Potser les seves actuacions més conegudes fossin la del personatge del Sr. Roarke en la sèrie de tv Fantasy Island i del que es diu és el millor brivall en la sèrie de pel·lícules de la saga Star Trek: Khan Noonien Singh al film Star Trek 2: La còlera del Khan. Va rebre un Emmy per millor actor secundari en la sèrie How the West Was Won ('La conquesta de l'Oest') el 1978.
Arran de la seva casa construïda el 1985 als afores de Los Angeles, Califòrnia, recorda el seu autor, el prestigiós arquitecte mexicà Ricardo Legorreta: En una ocasió, l'actor mexicà Ricardo Montalbán em va dir: farem una casa a Los Angeles per demostrar-los que no som l'arquitectura de tova, sostres de teula i vidres adormits.
Montalbán va continuar treballant, fins i tot en cadira de rodes a les seves últimes pel·lícules a causa de les seves malalties lumbars. A mitjans dels anys 80 va recuperar auge amb la sèrie Els Colby, derivació de la més famosa Dinastía, i després va participar en la de Murder, She Wrote (S'ha escrit un crim) protagonitzada per Angela Lansbury. Va morir a Los Angeles, Califòrnia, Estats Units a conseqüència d'una complicació d'un càncer limfàtic.

## Filmografia

### Com a actor

#### Cinema

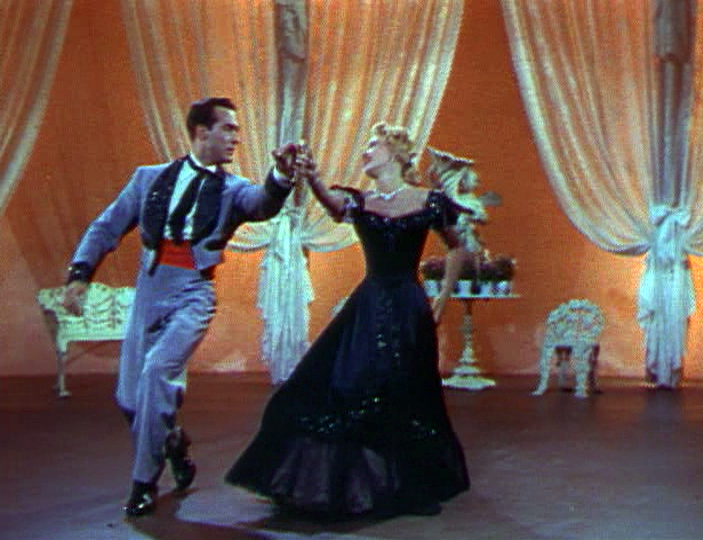
A Two Weeks With Love amb Jane Powell.

- 1942: Five Were Chosen de Herbert Kline
- 1942: El Verdugo de Sevilla de Fernando Soler
- 1943: La Razón de la culpa de Juan José Ortega: Announcer
- 1943: Santa de Norman Foster i Alfredo Gómez de la Vega: Jarameno
- 1943: Cinco fueron escogidos d'Agustín P. Delgado i Herbert Kline
- 1944: La Fuga de Norman Foster: Teniente
- 1945: Cadetes de la naval de Fernando Palacios: Ricardo Almagro
- 1945: Nosotros de Fernando A. Rivero
- 1945: La Hora de la verdad de Norman Foster: Rafael Meija
- 1945: La Casa de la zorra de Juan José Ortega
- 1946: Pepita Jiménez d'Emilio Fernández
- 1947: Fantasía ranchera de Juan José Ortega
- 1947: Fiesta de Richard Thorpe: Mario Morales
- 1948: On an Island with You de Richard Thorpe: Ricardo Montez
- 1948: The Kissing Bandit de Laszlo Benedek: Fiesta Specialty Dancer
- 1949: Neptune's Daughter d'Edward Buzzell: José O'Rourke
- 1949: Border Incident d'Anthony Mann: Pablo Rodriguez
- 1949: Battleground: Soldat ras Johnny Roderigues
- 1950: Mystery Street de John Sturges: Tinent Peter Moralas
- 1950: Right Cross de John Sturges: Johnny Monterez
- 1950: Two Weeks with Love de Roy Rowland: Demi Armendez
- 1951: Mark of the Renegade d'Hugo Fregonese: Marcos Zappa
- 1951: Més enllà del Missouri (Across the Wide Missouri) de William A. Wellman: Ironshirt (cap peusnegres)
- 1952: My Man and I de William A. Wellman: Chu Chu Ramirez
- 1953: Sombrero de Norman Foster: Pepe Gonzales
- 1953: Latin Lovers de Mervyn LeRoy: Roberto Santos
- 1954: The Saracen Blade de William Castle: Pietro
- 1954: Sombra verde de Roberto Gavaldón: Federico Vascon
- 1955: A Life in the Balance de Harry Horner: Antonio Gómez
- 1955: Cortigiana di Babilonia de Carlo Ludovico Bragaglia: Amal
- 1956: Gli Amanti del deserto de Goffredo Alessandrini i Fernando Cerchio: Príncep Said
- 1956: Three for Jamie Dawn de Thomas Carr: George Lorenz
- 1957: Sayonara de Joshua Logan: Nakamura
- 1960: Let No Man Write My Epitaph de Philip Leacock: Louie Ramponi
- 1961: Gordon, il pirata nero de Mario Costa: Capità Gordon, el bucaner negre
- 1962: Hemingway's Adventures of a Young Man de Martin Ritt: Major Padula
- 1962: The Reluctant Saint d'Edward Dmytryk: Don Raspi
- 1963: Love Is a Ball de David Swift: Duc Gaspard Ducluzeau
- 1964: Cheyenne Autumn de John Ford: Little Wolf
- 1964: Buenas noches, año nuevo de Julian Soler
- 1965: The Money Trap de Burt Kennedy: Pete Delanos
- 1966: The Singing Nun de Henry Koster: Père Clementi
- 1966: Madame X de David Lowell Rich: Phil Benton
- 1968: Sol Madrid de Brian G. Hutton: Jalisco
- 1968: Blue de Silvio Narizzano: Ortega
- 1969: Sweet Charity de Bob Fosse: Vittorio Vitale
- 1971: The Deserter de Burt Kennedy i Niksa Fulgosi: Natachai
- 1971: Escape from the Planet of the Apes de Don Taylor: Armando
- 1972: Conquest of the Planet of the Apes de J. Lee Thompson: Armando
- 1973: Els lladres de trens (The Train Robbers) de Burt Kennedy: L'home de Pinkerton
- 1976: Won Ton Ton, the Dog Who Saved Hollywood de Michael Winner: estrella del cinema mut
- 1976: Joe Panther de Paul Krasny: Turtle George
- 1977: Mission to Glory: A True Story de Ken Kennedy
- 1978: El Asalto al castillo de la Moncloa
- 1982: Star Trek 2: La còlera del Khan (Star Trek II: The Wrath of Khan) de Nicholas Meyer: Khan Noonien Singh
- 1984: Els bojos del Cannonball 2 (Cannonball Run II) de Hal Needham: King
- 1988: Agafa-ho com puguis (The Naked Gun: From the Files of Police Squad!) de David Zucker: Vincent Ludwig
- 2002: Spy Kids 2: Island of Lost Dreams de Robert Rodriguez: Avi
- 2003: Spy Kids 3-D: Game Over de Robert Rodriguez: Avi
- 2006: Ant bully: Benvingut al formiguer (The Ant Bully) de John A. Davis: Head of Council (veu)

#### Televisió
- 1956: Operation Cicero: Cicero
- 1960: Rashomon
- 1966: Alice Through the Looking Glass: The White King
- 1966: Star Trek: Khan Noonien Singh
- 1966: The Wild Wild West, (sèrie) - Temporada 2 episodi 15, The Night of the Lord of Limbo, de Jesse Hibbs: Coronel Noel Bartley Vautrain
- 1967: Code Name: Heraclitus: Janáček
- 1967: The Longest Hundred Miles: Pare Sanchez
- 1969: The Pigeon: John Stambler / Kane
- 1969: The Desperate Mission: Joaquin Murieta
- 1970: Black Water Gold: Alejandro Zayas
- 1970: The Aquarians: Dr. Luis Delgado
- 1971: Sarge: Al Matteo
- 1971: The Face of Fear: Sergent Frank Ortega
- 1972: Fireball Forward: Jean Duval
- 1974: Wonder Woman: Abner Smith
- 1974: The Mark of Zorro: Capità Esteban
- 1976: Columbo: Temporada 5 de Columbo, Episodi 4: A Matter of Honor (sèrie): Luis Montoya
- 1976: McNaughton's Daughter: Fiscal Charles Quintero
- 1977: Fantasy Island: Mr. Roarke
- 1978: Return to Fantasy Island: Mr. Roarke
- 1978: How the West Was Won (sèrie): Satangkai (episodis 1-3)
- 1985: Les Colby: Zachary Powers
- 1990: Arabesque: Vaclav Maryska
- 1994: Heaven Help Us (sèrie): Mr. Shepherd
- 1995: Freakazoid! (sèrie): Armondo Guitierrez (veu)

### Com a director
- 1978: Fantasy Island (sèrie)

## Premis i nominacions

### Premis
- 1978: Primetime Emmy al millor actor secundari en sèrie de televisió per How the West Was Won